# Оперкулум (мекотели)
Оперкулум (на латински: operculum – покривче) е плоско варовиково капаче покриващо изхода на раковината при водните охлюви. Оперкулумът присъства при представителите на много, но не всички видове водни охлюви. Среща се и при единични видове сухоземни представители като видове от семейство Helicinidae, Cyclophoridae, Aciculidae, Maizaniidae, Pomatiidae. За представителите на семейство Neritidae) наличието на оперкулум се използва за отличителен признак между видовете.
Оперкулумът е прикрепен към предната част на крата и подобно на люк се отваря навън и прибира към раковината. Формата му е разнообразна и варира съобразно отворът на раковината. При някои видове служи за създаването на пълна херметизация.

## Функция
Основната функция на оперкулума е защитата на охлюва от изсъхване. Тази функция е особено ценна при представителите на литоралната зона видове, които често са подложени на действието на приливи и отливи. Оперкулумът помага на сухоземните охлюви да понесат по-добре периодите на засушаване.
В случаите, когато капачето покрива напълно отворът на раковината, то в такива случаи изпълнява и защитна роля на меката част от тялото на мекотелото.

## Анатомия
Оперкулумът е прикрепен към крачето на охлюва и расте успоредно с раковината така, че да съвпада с отвора и.

## Използване от човека
Оперкулумът от някои видове охлюви и особено тези от Червено море дълго време е използван като източник на благовоние в еврейската и арабската култура. Прахът добит от оперкулуми е източник на благовония и за културите в Япония и Китай.